# Universal Wrestling Federation (Japan)
Die Universal Wrestling Federation (UWF) von Japan war eine von 1984 bis 1986 existierende Wrestling-Promotion, die als Pionier des sogenannten Shoot-Wrestlings und zum Teil auch des MMA-Stils gesehen wurde. Von 1988 bis 1990 existierte sie als Newborn UWF weiter. 1991 wurde sie erneut wiederbelebt, allerdings als Union of Wrestling Forces International (UWF International/UWFI).

## Geschichte

### Universal Wrestling Federation (1984 bis 1986)
Die Promotion wurde 1984 von Hisashi Shinma gegründet, der New Japan Pro-Wrestling aus internen Streitigkeiten verlassen musste. Das Roster der ursprünglichen UWF bestand zu Anfangs aus traditionellen Wrestlern von New Japan wie Rusher Kimura, Akira Maeda, Ryuma Go, Mach Hayato und Gran Hamada. Sie stammten aus der Wrestlingschule von Karl Gotch, der auch offizieller Trainer der UWF wurde. Ursprünglich hatte die Promotion einen Deal mit Fuji Television, doch dieser wurde bereits vor der ersten Show getilgt, da die beiden versprochenen Wrestler Riki Choshu und Satoru Sayama (der erste nach dem Manga Tiger Mask kreierte Wrestler) nicht unter Vertrag standen. Tatsächlich wurde im Mai 1984 Shinma aus der Promotion gedrängt als Bedingung dafür, das Satoru Sayama dort unterschrieb.
Mit der Verpflichtung neuer Wrestler wie Yoshiaki Fujiwara, Nobuhiko Takada und Kazuo Yamazaki entwickelte sich die Promotion zu einer eher am Shoot_Style orientierten Art des Wrestlings. Die meisten Neuverpflichtungen kamen aus anderen Kampfsportarten und pflegten einen, selbst für das japanische Wrestling, stark körperlichen Stil. So wurden Elemente des Submission-Wrestlings und des Kickboxen in die Matches eingefügt. Kimura, Go und Hamada verließen daraufhin die Promotion und gingen zu All Japan Pro Wrestling.
Die Promotion hatte von Beginn an eine schlechte finanzielle Situation. Zudem war Topstar Sayama in diverse Yakuza-Streitigkeiten hineingezogen worden. Eine eigene TV-Show konnte sich nicht etablieren. Einige Matches wurden bei World Pro Wrestling gezeigt. Im Sommer 1985 kam es zu einer folgenschweren Auseinandersetzung zwischen Sayama und Akira Maeda, bei dem Maeda mehrere Kicks voll durchzog und versuchte Sayama zu verletzen. Dies sollte sich später bei der NJPW ebenfalls wiederholen. Maeda, der als weiterer Topstar von UWF galt, aber auch ein Hitzkopf war, wurde nach dem Match gefeuert.
Die letzte Show von UWF wurde am 11. September 1985 in Tokio durchgeführt. Danach verließ Sayama die Promotion.

#### Roster
- Natives: Akira Maeda, Gran Hamada, Kazuo Yamazaki, Nobuhiko Takada, Osamu Kido, Rusher Kimura, Ryuma Go, Shigeo Miyato, Super Tiger, Tatsuo Nakano, Yoji Anjo, Yoshiaki Fujiwara
- Foreigners: Cuban Assassin, Bob Sweetan, Dave Finlay, Dean Solkoff, Dutch Mantel, El Signo, El Texano, Joe Solkoff, Larry Hamilton, Leo Burke, Lumberjack, Mano Negra, Mark Lewin, Marty Jones, MS-1, Negro Navarro, Perro Aguayo, Phil Lafleur, Raúl Mata, Ray Steele, Scott Casey, Scott McGhee, Sweet Daddy Siki

### Newborn UWF (1988 bis 1990)
Die Newborn UWF wurde im Mai 1988 von einigen Wrestlern der originalen UWF gegründet. Akira Maeda war gerade von New Japan Pro Wrestling wegen eines Shoots gegen Riki Choshu gefeuert worden und weitere Wrestler trennten sich von ebenfalls NJPW. Das Regelwerk war stark am echten Kampf orientiert, mit einer Vorliebe für klare Finishes und wenig Disqualifikationen. Auch wurde der Stil noch etwas härter. Die Kämpfe, bei denen auch Sportler diverser Kampfsportarten verpflichtet wurden, sahen echt aus, waren aber, wie im Wrestling üblich, weiterhin abgesprochen.
Maeda gelang es Antonio Inoki, Chef von NJPW zu überzeugen, Yoshiaki Fujiwara freizugeben. Dieser brachte seine beiden Schüler Masakatsu Funaki und Minoru Suzuki mit. Daneben etablierte sich Kiyoshi Tamura als Topstar der Promotion. 1989 ersetzte Shinji Jin Maeda als Promoter. Im November 1989 hatte die Liga ihren größten Erfolg, als mehr als 60.000 Fans in den Tokyo Dome kamen, um zu sehen wie Maeda im Hauptkampf den Judoka Willy Wilhelm besiegte.
1990 wurde ein neues Regelwerk aufgesetzt, das auf ein Knockout-System setzte. Shinji Jin wollte die Liga öffnen und plante Kollaborationen mit Super World of Sports (SWS) und Universal Lucha Libre, scheiterte jedoch am Widerstand von Maeda. Neben den internen Streitigkeiten kam auch noch die Finanzkrise in Japan hinzu, die das Schicksal der Promotion besiegelten.

#### Roster
- Natives: Akira Maeda, Kazuo Yamazaki, Kiyoshi Tamura, Makoto Oe, Masahito Kakihara, Masakatsu Funaki, Minoru Suzuki, Nobuhiko Takada, Shigeo Miyato, Tatsuo Nakano, Tsunehito Naito, Yoji Anjo, Yoshiaki Fujiwara, Yusuke Fuke
- Foreigners: Bart Vale, Bob Backlund, Changpuek Kiatsongrit, Chris Dolman, Dick Vrij, Maurice Smith, Norman Smiley, Wayne Shamrock

## Bedeutung
Auch wenn die ursprüngliche UWF nur ein anderthalbes Jahr Bestand hatte, etablierte sich durch diese ein neuer Shoot-Wrestling-Stil, für den Japan bald bekannt werden sollte. Nicht nur kamen weitere Shoot-Promotions wie Shooto, RINGS und Fujiwara Gumi hinzu, auch New Japan Pro Wrestling und All Japan Pro Wrestling begannen den Stil zu adaptieren. Die Promotion soll auch ihren Anteil am Erfolg des MMA in Japan gehabt haben.